# Kenneth Branagh
Kenneth Charles Branagh, Kt (Belfast, 10 de dezembro de 1960) é um ator, diretor e roteirista norte-irlandês. Aos nove anos, mudou-se para a Inglaterra, onde estudou na Royal Academy of Dramatic Art. É um dos mais importantes intérpretes de Shakespeare da atualidade. É conhecido por interpretar Gilderoy Lockhart em Harry Potter and the Chamber of Secrets e Hercule Poirot em Murder on the Orient Express (2017) e Death on the Nile (2022), por dirigir a adaptação de Mary Shelley's Frankenstein, com Robert de Niro e Helena Bonham Carter, Thor, grande sucesso de bilheteira em 2011, o filme em live-action do clássico Cinderella em 2015, além do drama inspirado na sua infância  Belfast, pelo qual venceu o Oscar em 2022.

## Primeiros anos
Kenneth Branagh, o segundo de três filhos, nasceu e passou os primeiros anos da sua vida em Belfast. É oriundo de uma família da classe trabalhadora e protestante. O seu pai era canalizador e carpinteiro. Quando Kenneth tinha 9 anos, a sua família mudou-se para Reading no Berkshire para fugir dos "The Troubles". Kenneth frequentou a Grove Primary School, a Whitekights Primary School e, mais tarde, a Meadway School em Tilehurst onde participou em peças como Toad of Toad Hall e Oh, What a Lovely War!. Na escola assimilou o sotaque inglês para evitar que fosse alvo de bullying.
Atualmente sobre a a sua identidade diz: "Sinto-me irlandês. Acho que não é possível retirarem Belfast deste rapaz" e atribui o seu "amor pelas palavras" à sua identidade irlandesa. Na sua juventude foi membro do Reading Cine & Video Society (atualmente Reading Film & Video Makers) e um membro ativo do Progress Theatre do qual é agora benfeitor.
Depois de ter tido resultados dececionantes nos seus A-Levels, Kenneth foi estudar para a Royal Academy of Dramatic Art (RADA). Em 1980, o diretor da RADA na épica, Hugh Cruttwell, pediu a Kenneth para representar um solilóquio da peça Hamlet numa das visitas da rainha Isabel II à escola.

## Carreira

### Teatro
A carreira de Kenneth Branagh começou no teatro. Em 1982 recebeu o prémio SWET de ator revelação pelo seu papel de Judd na peça Another Country, o seu primeiro trabalho após terminar os seus estudos na RADA. Kenneth fez parte de uma nova geração de atores de sucesso formados pela prestigiada escola de representação que também incluiu nomes como Jonathan Pryce, Juliet Stevenson, Alan Rickman, Anton Lesser, Bruce Payne e Fiona Shaw. Em 1984 participou na peça Henry V da Royal Shakespeare Company encenada por Adrian Noble. Esta foi uma das peças mais bem sucedidas da companhia e esgotou muitas das suas exibições, principalmente no teatro Barbican em Londres. Mais tarde, em 1989, Kenneth adaptou a peça ao cinema. Kenneth e David Parfitt criaram a companhia de teatro Renaissance Theatre Company em 1987 no seguimento do sucesso de várias peças na edição de Londres do Festival de Fringe. A primeira grande produção da Renaissance foi Twelfth Night, uma adaptação da peça de William Shakespeare apresentada no Riverside Studios em Hammersmith no Natal de 1987. O elenco era composto por Richard Bries no papel de Malvollo e Frances Barber no papel de Viola e uma banda sonora original composta pelo ator, músico e compositor Patrick Doyle.
Kenneth ganhou notoriedade entre os meios de comunicação e nos palcos britânicos quando o Renaissance colaborou com o Birmingham Rep numa digressão com três peças de Shakespeare em 1988. Esta digressão ficou marcada pela estreia na encenação de atores como Judi Dench (Much Ado About Nothing), Geraldine McEwan (As You Like It) e Derek Jacobi (Hamlet, onde Kenneth fez o papel principal). O crítico do Evening Standard, Milton Shulman disse: "A parte positiva é que Branagh tem a vitalidade de Olivier, a paixão de Gielgud, a confiança de Guinness, para falar apenas de três atores famosos que representaram o papel. A parte negativa é que não tem a atração de Olivier, nem a voz doce de Gielgud, nem a inteligência de Guinness".
No ano seguinte, em 1989, Kenneth partilhou o palco com Emma Thompson numa adaptação do Renaissance da peça Look Back in Anger. Judi Dench encenou a peça e realizou a adaptação televisiva da mesma.
Em 2001 encenou a peça The Play I Wrote. Em 2002, Kenneth protagonizou a peça Richard III no Crucible Theatre em Londres. Em 2003 protagonizou a peça Edmond de David Mamet no National Theatre. Entre setembro e novembro de 2008, Kenneth protagonizou uma nova versão de Tom Stoppard da peça Ivanov no Donmar Warehouse. Vários críticos consideraram o seu desempenho um dos melhores desse ano e o papel valeu-lhe o prémio de Melhor Ator nos Critics' Circle Theatre Awards, porém, para surpresa de vários críticos, não foi nomeado para o prémio Olivier.
Em julho de 2013, foi um dos encenadores e protagonista da peça Macbeth no Manchester Internacional Festival. Os bilhetes para a última apresentação da pela esgotaram e esta foi exibida nos cinemas como parte do National Theatre Live. Kenneth voltou a assumir os mesmos deveres quando a peça se mudou para o Park Avenue Armory em Nova Iorque em junho de 2014. Esta foi a estreia do ator nos palcos de Nova Iorque.
Em abril de 2015, Kenneth anunciou a formação da companhia de teatro Kenneth Branagh Theatre Company e a apresentação de cinco peças da mesma que seriam exibidas no Garrick Theatre de Londres entre outubro desse ano e novembro do ano seguinte. As peças foram: The Winter's Tale, uma dupla exibição com Harlequinade e All On Her Own, e ainda Red Velvet, The Painkiller, Romeo and Juliet e The Entertainer. Kenneth encenou todas as peças, exceto The Entertainer, que protegonizou como ator. Kenneth também protagonizou The Winter's Tale, Harlequinade e The Painkiller. A companhia de teatro contou com atores como Judi Dench, Zoë Wanamaker, Derek Jacobi, Lily James, Richard Madden e Rob Brydon.

### Cinema
Kenneth é conhecido pelas suas várias adaptações de peças de William Shakespeare ao cinema. A primeira foi Henry V (1989), seguida de Much Ado About Nothing (1993), Hamlet (1996), Love's Labour Lost (2000) e As You Like It (2006). As You Like It foi exibido nos cinemas na Europa, mas nos E.U.A. estreou na televisão na HBO em agosto de 2007. Houve rumores de que Kenneth tinha sido um dos atores considerados para o papel de Obi-Wan nas três prequelas de Star Wars.
Os filmes mais conhecidos com Kenneth Branagh para além dos filmes baseados em obras de William Shakespeare incluem: Dead Again (1991), Mary Shelley's Frankenstein (ambos realizados por Branagh), Wild Wild West (1999), Rabbit-Proof Fence (2002), Valkyrie (2008) e The Boat That Rocked (2009). Para muitos, o seu papel mais memorável no cinema foi o do professor Gilderoy Lockhart no segundo filme da saga Harry Potter, Harry Potter and the Chamber of Secrets (2002).
Entre 1989 e 1996, Kenneth realizou a maioria dos filmes onde participou. Filmes esses que incluem Peter's Friends, com um elenco composto principalmente pelos seus antigos colegas de escola Emma Thompson, Hugh Laurie, Tony Slattery e Stephen Fry, para além de Imelda Staunton e Rita Rudner. Porém, o fracasso comercial de Love's Labour Lost fez com que suspendesse a sua carreira como realizador durante alguns anos. Em 2006, no mesmo ano em que a versão para o cinema de As You Like It foi lançada, Branagh realizou uma versão da ópera A Flauta Mágica de Mozart que ainda não foi lançada nos E.U.A. sob qualquer forma. Branagh também realizou o thriller Sleuth (2007) um remake do filme com o mesmo nome de 1972. Enquanto promovia o filme Valkyrie em 2008, Kenneth confirmou que fora escolhido para realizar o filme Thor, baseado no super-herói da Marvel. O filme que marcou o regresso de Kenneth Branagh à realização de filmes de grande orçamento estreou a 6 de maio de 2011. No mesmo ano, Kenneth representou o papel de Laurence Olivier no filme My Week with Marilyn.
Em 2015 foi lançado o filme Cinderela, uma adaptação live-action do filme de animação da Disney que Kenneth realizou.
Em 2017, interpretou um comandante da Marinha Real no filme de Christopher Nolan, Dunkirk, inspirado pela evacuação de soldados britânicos da cidade costeira francesa de Dunquerque em 1940, durante a Segunda Guerra Mundial. Ainda nesse ano estreou Murder on the Orient Express, que Kenneth realizou e protagonizou no papel de Hercule Poirot. No ano seguinte, realizou e protagonizou, no papel de William Shakespeare,  All is True, um filme biográfico inspirado nos últimos anos de vida do escritor.
Em 2020, estreou Tenet de Christopher Noolan, onde Kenneth interpreta o papel do vilão Andrei Sator, num desempenho bastante elogiado pela crítica. Nesse ano estreou também, através do serviço de streaming, Disney+, Artemis Fowl, que Kenneth realizou. O filme foi um fracasso com a crítica e tem atualmente uma classificação de apenas 8% no site Rotten Tomatoes.
No ano seguinte, estreou Belfast, um filme que Kenneth escreveu e realizou e que se baseia na sua própria infância passada em Belfast. O filme foi bem recebido pela crítica e venceu o prémio de Escolha do Público no Festival de Cinema de Toronto de 2021, o Oscar de Melhor Roteiro Original e o BAFTA de melhor filme britânico.

### Televisão
Kenneth esteve envolvido em vários telefilmes ao longo da sua carreira. Entre os seus desempenhos mais elogiados encontra-se o de presidente Franklin D. Roosevelt no telefilme Warm Springs (2005) que lhe valeu uma nomeação para os prémios Emmy. Kenneth tinha recebido esse prémios alguns anos antes, em 2001 pelo seu desempenho no telefilme Conspiracy, onde fez o papel do líder das SS, Reinhard Heydrich. Em 2002 Kenneth protagonizou o telefilme de duas partes Shackleton, a dramatização da Expedição Transantártica Imperial de 1914 e da batalha pela sobrevivência que lhe valeu nomeações para os BAFTA e os Emmy. Kenneth narrou os documentários da BBC Walking with Dinossaurs, World War 1 in Colour, Walking with Beasts e Walking with Monsters, e a mini-série Great Composers.
Kenneth protagonizou a versão britânica da série Wallender, uma adaptação de uma série de livros de crime. Branagh faz o papel do Inspetor Kurt Wallender e também foi produtor executivo da série. A primeira temporada de três episódios foi transmitida pelo canal BBC One em novembro e dezembro de 2008. Kenneth recebeu o prémio de Melhor Ator nos Broadcasting Press Guild Television and Radio Awards, o seu primeiro prémio por um desempenho televisivo no Reino Unido. Em abril de 2009 venceu o prémio de Melhor Ator nos BAFTA TV. O seu desempenho no primeiro episódio da série, One Step Behind, valeu-lhe uma nomeação para os Emmy's na categoria de Melhor Ator numa Mini-Série ou Telefilme e ainda uma nomeação para os Crime Thriller Awards de 2009. A segunda temporada de Wallender foi transmitida em janeiro de 2010 e a terceira em julho de 2012.

### Rádio
Kenneth protagonizou as peças de rádio Hamlet e Cyrano de Bergerac e fez o papel de Edmund em King Lear.

### Outros trabalhos
Kenneth narrou vários livros áudio, entre eles The Magician's Nephew de C.S. Lewis.
Participou na cerimónia de abertura dos Jogos Olímpicos de 2012 de Londres onde fez o papel de  Isambard Kingdom Brune no segmento da Revolução Industrial e declamou um discurso retirado de The Tempest.

## Vida pessoal
Foi casado com a atriz Emma Thompson entre 1989 e 1995 com quem trabalhou na minissérie Fortunes of War, entre outros. Quando ainda estava casado com ela, e na altura em que realizou o filme Mary Shelley's Frankenstein, Branagh teve um caso com a atriz Helena Bonham Carter, uma das protagonistas. Em 2003 casou-se com a realizadora Lindsay Bunnock que conheceu nas filmagens de Shackleton.
É adepto do Tottenham Hotspur e do Rangers F.C.

## Filmografia

### Como ator
| Ano  | Filme                                                                       | Papel                              | Notas                                                                 |
| ---- | --------------------------------------------------------------------------- | ---------------------------------- | --------------------------------------------------------------------- |
| 2023 | A Haunting in Venice                                                        | Hercule Poirot                     |                                                                       |
| 2022 | Death on the Nile (2022)                                                    | Hercule Poirot                     |                                                                       |
| 2020 | Tenet                                                                       | Andrei Sator                       |                                                                       |
| 2017 | Murder on the Orient Express                                                | Hercule Poirot                     |                                                                       |
| 2017 | Dunkirk                                                                     | Comandante Bolton                  |                                                                       |
| 2013 | Operação Sombra: Jack Ryan                                                  | Viktor Cherevin                    |                                                                       |
| 2012 | Stars in Shorts                                                             | Mark Snow                          |                                                                       |
| 2012 | Cerimônia de abertura dos Jogos Olímpicos 2012                              | Isambard Kingdom Brunel            | Parte no 'Pandemonium', do trecho da Revolução Industrial             |
| 2011 | My Week with Marilyn (br: Sete Dias com Marilyn)                            | Sir Laurence Olivier               | Oscar - Melhor Ator Coadjuvante                                       |
| 2011 | Prodigal                                                                    | Mark Snow                          | curta-metragem                                                        |
| 2011 | A Poem Is...                                                                |                                    | Narrador                                                              |
| 2009 | The Boat That Rocked (br: Piratas do Rock)                                  | Sir Alistair Dormandy              |                                                                       |
| 2008 | Wallander                                                                   | Kurt Wallander                     | Série de TV (9 episódios); como produtor executivo                    |
| 2008 | 10 Days to War                                                              | Tim Collins                        | Série de televisão (1 episódio "Our Business Is North")               |
| 2008 | Valkyrie (br: Operação Valquíria)                                           | Major-General Henning von Tresckow |                                                                       |
| 2007 | Sleuth                                                                      | outro cara da TV                   | Não creditado                                                         |
| 2006 | The Magic Flute                                                             |                                    |                                                                       |
| 2006 | The American Experience                                                     | Narrador                           | Série de televisão/Documentário (1 episódio: "The Man Behind Hitler") |
| 2005 | Warm Springs                                                                | Franklin D. Roosevelt              | televisão                                                             |
| 2004 | Five Children and It                                                        | Tio Albert                         |                                                                       |
| 2002 | Rabbit-Proof Fence (br: Geração roubada - pt: A vedação)                    | A. O. Neville                      |                                                                       |
| 2002 | Harry Potter and the Chamber of Secrets                                     | Professor Gilderoy Lockhart        |                                                                       |
| 2002 | Shackleton                                                                  | Sir Ernest Henry Shackleton        | televisão                                                             |
| 2001 | Conspiracy                                                                  | Reinhard Heydrich                  | televisão                                                             |
| 2001 | Schneider's 2nd Stage                                                       | Joseph Barnett                     | curta-metragem                                                        |
| 2000 | Big Al uncovered                                                            |                                    | televisão / curta-metragem                                            |
| 2000 | The Periwig-Maker                                                           | Periwig-Maker                      | voz                                                                   |
| 2000 | The Road to El Dorado (br/pt: O caminho para El Dorado)                     | Miguel                             | voz                                                                   |
| 2000 | How to Kill Your Neighbor's Dog (br/pt: Como matar o cão do vizinho)        | Peter McGowan                      |                                                                       |
| 2000 | Love's Labour's Lost                                                        | Berowne                            |                                                                       |
| 1999 | Wild Wild West (br: As loucas aventuras de James West - pt: Wild Wild West) | Dr. Arliss Loveless                | Framboesa de Ouro de Pior Ator Coadjuvante                            |
| 1999 | Alien love Triangle                                                         | Steven Chesterman                  | curta-metragem                                                        |
| 1999 | The Betty Schimmel Story                                                    |                                    |                                                                       |
| 1998 | The Dance of Shiva                                                          | Col. Evans                         |                                                                       |
| 1998 | The Theory of Flight (br: Livre para voar - pt: Teoria de voo)              | Richard                            |                                                                       |
| 1998 | Celebrity (br/pt: Celebridades)                                             | Lee Simon                          |                                                                       |
| 1998 | The Proposition (br/pt: A proposta)                                         | Pai Michael McKinnon               |                                                                       |
| 1998 | The Gingerbread Man (br: A armação - pt: Caminhos perigosos)                | Rick Magruder                      |                                                                       |
| 1996 | Hamlet                                                                      | Hamlet                             |                                                                       |
| 1996 | Looking for Richard (br: Ricardo III - Um ensaio)                           |                                    |                                                                       |
| 1995 | Othello (br/pt: Othello)                                                    | Iago                               |                                                                       |
| 1995 | Shadow of a Gunman                                                          |                                    | televisão                                                             |
| 1995 | Performance                                                                 | Donal Davoren                      | Série de televisão, 1 episódio: "Shadow of a Gunman"                  |
| 1994 | Frankenstein (br/pt: Frankenstein de Mary Shelley)                          | Victor Frankenstein                |                                                                       |
| 1994 | True Story of Frankestein                                                   |                                    | televisão                                                             |
| 1993 | Much Ado About Nothing (br/pt: Muito barulho por nada)                      | Benedick                           | Independent Spirit Awards de Melhor Filme                             |
| 1993 | Swing Kids (br: Os últimos rebeldes)                                        | Herr Knopp, Gestapo                | não creditado                                                         |
| 1992 | Peter's Friend (br: Para o resto de nossas vidas)                           | Andrew Benson                      |                                                                       |
| 1991 | Dead Again (br: Voltar a morrer - pt: Viver de novo)                        | Roman Strauss/Mike Church          |                                                                       |
| 1990 | Discovering Hamlet                                                          |                                    |                                                                       |
| 1989 | Henry V (br/pt: Henrique V)                                                 | Henrique V                         | Oscar, de Melhor Ator. BAFTA, na categoria de Melhor Ator.            |
| 1989 | Look Back in Anger                                                          | Jimmy Porter                       | televisão                                                             |
| 1988 | American Playhouse                                                          | Gordan Evans                       | televisão                                                             |
| 1988 | Thompson                                                                    | Diversos papéis                    | Série de televisão; 6 episódios.                                      |
| 1987 | High Season (br: Casos de paixão)                                           | Rick                               |                                                                       |
| 1987 | The Lady's Not for Burning                                                  | Thomas Mendip                      | televisão                                                             |
| 1987 | A Month in the Country                                                      | James Moon                         |                                                                       |
| 1987 | Strange Interlude (br: Interlúdio)                                          |                                    | televisão                                                             |
| 1987 | Fortunes Of War                                                             | Guy Pringle                        | Série de televisão; 7 episódios.                                      |
| 1987 | Theatre Night                                                               | Oswald                             | Série de TV; 1 episódio. "Ghosts"                                     |
| 1987 | Loma                                                                        | Billy                              | televisão                                                             |
| 1985 | Coming Through (br: Casos de paixão)                                        | D. H. Lawrence                     | televisão                                                             |
| 1984 | Boy in the Bush                                                             | Jack Grant                         | Mini-série de televisão                                               |
| 1983 | To the Lighthouse                                                           | Charles Tansley                    | televisão                                                             |
| 1983 | Maybury                                                                     | Robert Clyde Moffat                | Série de televisão; 2 episódios.                                      |
| 1982 | Too Late to Talk to Billy                                                   |                                    | televisão                                                             |
| 1982 | Play for Today                                                              | Billy Martin                       | Série de televisão; 3 episódios.                                      |
| 1982 | Play for Tomorrow                                                           | Estudante                          | Série de televisão; 1 episódio "Easter 2016".                         |
| 1981 | Chariots of Fire (br: Carruagens de Fogo - pt: Momentos de Glória           | Estudante de Cambridge             | não creditado.                                                        |

### Como diretor
| Ano  | Título                       | Notas                                                                     |
| ---- | ---------------------------- | ------------------------------------------------------------------------- |
| 2023 | A Haunting in Venice         |                                                                           |
| 2022 | Death on the Nile            |                                                                           |
| 2021 | Belfast                      |                                                                           |
| 2018 | All Is True                  |                                                                           |
| 2017 | Murder on the Orient Express |                                                                           |
| 2015 | Cinderella                   |                                                                           |
| 2013 | Operação Sombra - Jack Ryan  |                                                                           |
| 2011 | Thor                         |                                                                           |
| 2006 | The Magic Flute              |                                                                           |
| 2006 | As You Like It               |                                                                           |
| 2003 | Listening                    |                                                                           |
| 2000 | Love's Labour's Lost         |                                                                           |
| 1996 | Hamlet                       | Oscar de Melhor Argumento/Roteiro Adaptado                                |
| 1995 | In the Bleak Midwinter       |                                                                           |
| 1994 | Frankenstein                 |                                                                           |
| 1993 | Much Ado About Nothing       |                                                                           |
| 1992 | Peter's Friends              |                                                                           |
| 1992 | Swan Song                    | Oscar de Melhor Curta de Animação                                         |
| 1991 | Dead Again                   |                                                                           |
| 1989 | Henry V                      | Oscar, de Melhor Diretor BAFTA, na categoria de Melhor Realizador/Diretor |

### Como roteirista
| Ano  | Títilo                 |
| ---- | ---------------------- |
| 2006 | The Magic Flute        |
| 2006 | As You Like It         |
| 2003 | Listening              |
| 2000 | Love's Labour's Lost   |
| 1996 | Hamlet                 |
| 1995 | In the Bleak Midwinter |
| 1993 | Much Ado About Nothing |
| 1989 | Henry V                |